# Campionats del món de ciclisme de muntanya i trial de 2008
Els Campionats del món de ciclisme de muntanya i trial de 2008 van ser la 19a edició dels Campionats del món de ciclisme de muntanya organitzats per la Unió Ciclista Internacional. Les proves tingueren lloc del 17 al 22 de juny de 2008 a Val di Sole (Trentino - Alto Adige) a Itàlia.

## Resultats

### Camp a través
| Proves         | Or                                                                                         | Plata                                                                | Bronze                                                                                   |
| Masculí        | Christoph Sauser (SUI)                                                                     | Florian Vogel (SUI)                                                  | Ralph Näf (SUI)                                                                          |
| Femení         | Margalida Fullana (ESP)                                                                    | Sabine Spitz (GER)                                                   | Irina Kalentieva (RUS)                                                                   |
| Masculí sub-23 | Nino Schurter (SUI)                                                                        | Burry Stander (RSA)                                                  | Matthias Flückiger (SUI)                                                                 |
| Femení sub-23  | Tanja Zakelj (SLO)                                                                         | Nathalie Schneitter (SUI)                                            | Aleksandra Dawidowicz (POL)                                                              |
| Masculí júnior | Peter Sagan (SVK)                                                                          | Arnaud Jouffroy (FRA)                                                | Matthias Rupp (SUI)                                                                      |
| Femení júnior  | Laura Abril (COL)                                                                          | Barbara Benko (HUN)                                                  | Mona Eiberweiser (GER)                                                                   |
| Relleus Mixt   | França · Jean-Christophe Peraud · Arnaud Jouffroy · Laurence Leboucher · Alexis Vuillermoz | Suïssa · Florian Vogel · Matthias Rupp · Petra Henzi · Nino Schurter | Itàlia · Marco Aurelio Fontana · Gerhard Kerschbaumer · Eva Lechner · Cristian Cominelli |

### Descens
| Proves         | Or                    | Plata                 | Bronze               |
| Masculí        | Gee Atherton (GBR)    | Steve Peat (GBR)      | Sam Hill (AUS)       |
| Femení         | Rachel Atherton (GBR) | Sabrina Jonnier (FRA) | Emmeline Ragot (FRA) |
| Masculí júnior | Josh Bryceland (GBR)  | Sam Dale (GBR)        | Rémi Thirion (FRA)   |
| Femení júnior  | Anais Pajot (FRA)     | Myriam Nicole (FRA)   | Mélanie Pugin (FRA)  |

### Four Cross
| Proves  | Or                   | Plata                    | Bronze                  |
| Masculí | Rafael Álvarez (ESP) | Roger Rinderknecht (SUI) | Mickael Deldycke (FRA)  |
| Femení  | Melissa Buhl (USA)   | Jana Horakova (CZE)      | Romana Labounkova (CZE) |

### Trial
| Proves                       | Or                                                                               | Plata                                                                                 | Bronze                                                                          |
| Masculí - 20 polzades        | Benito Ros (ESP)                                                                 | Rafal Kumorowski (POL)                                                                | Sebastian Hoffmann (GER)                                                        |
| Masculí - 26 polzades        | Gilles Coustellier (FRA)                                                         | Vincent Hermance (FRA)                                                                | Daniel Comas (ESP)                                                              |
| Femení                       | Gemma Abant (ESP)                                                                | Karin Moor (SUI)                                                                      | Julie Pesenti (FRA)                                                             |
| Masculí júnior - 20 polzades | Abel Mustieles (ESP)                                                             | Loris Braun (SUI)                                                                     | James Barton (CAN)                                                              |
| Masculí júnior - 26 polzades | Loris Braun (SUI)                                                                | James Barton (CAN)                                                                    | Kevin Aglae (FRA)                                                               |
| Equips                       | Espanya · Abel Mustieles · Andreu Miró · Gemma Abant · Benito Ros · Daniel Comas | França · Kevin Aglae · Theau Courtes · Julie Pesenti · Marc Caisso · Vincent Hermance | Suïssa · Loris Braun · Jérome Chapuis · Karin Moor · Stefan Moor · Roger Keller |

## Medaller
| Pos.  | País         | Or | Plata | Bronze | Total |
| 1     | Espanya      | 6  | 0     | 1      | 7     |
| 2     | Suïssa       | 3  | 6     | 4      | 13    |
| 3     | França       | 3  | 5     | 6      | 14    |
| 4     | Regne Unit   | 3  | 2     | 0      | 5     |
| 5     | Colòmbia     | 1  | 0     | 0      | 1     |
| 5     | Eslovàquia   | 1  | 0     | 0      | 1     |
| 5     | Eslovènia    | 1  | 0     | 0      | 1     |
| 5     | Estats Units | 1  | 0     | 0      | 1     |
| 9     | Alemanya     | 0  | 1     | 2      | 3     |
| 10    | Canadà       | 0  | 1     | 1      | 2     |
| 10    | Txèquia      | 0  | 1     | 1      | 2     |
| 10    | Polònia      | 0  | 1     | 1      | 2     |
| 13    | Hongria      | 0  | 1     | 0      | 1     |
| 13    | Sud-àfrica   | 0  | 1     | 0      | 1     |
| 15    | Austràlia    | 0  | 0     | 1      | 1     |
| 15    | Itàlia       | 0  | 0     | 1      | 1     |
| 15    | Rússia       | 0  | 0     | 1      | 1     |
| Total | Total        | 19 | 19    | 19     | 57    |